# Gito Baloi
Gito Baloi (Mozambico, 30 settembre 1964 – Johannesburg, 4 aprile 2004) è stato un cantante, bassista e musicista mozambicano naturalizzato sudafricano. Fu uno dei fondatori della band Tananas.

## Biografia
Nato in Mozambico nel 1964, incise anche alcuni LP da solista: Ekhaya (1995), Na Ku Randza (1997), Herbs & Roots (2003) e Beyond (2008), pubblicato postumo.
Fu ucciso a Johannesburg il 4 aprile 2004 da un colpo di pistola mentre ritornava a casa dopo un concerto a Pretoria.

## Discografia

### Solista
- 1995 - Ekhaya
- 1997 - Na Ku Randza
- 2003 - Herbs & Roots
- 2008 - Beyond (postumo)

### Con i Tananas
- 1988 - Tananas
- 1990 - Spiral
- 1994 - Orchestra Mundo
- 1994 - Time
- 1996 - Unamunacua
- 1997 - The Collection
- 1999 - Seed
- 2001 - Alive in Jo'burg